# Olivier Cadic
Pour les articles homonymes, voir Cadic.
Olivier Cadic, né le 22 avril 1962 à Clichy (Seine), est un homme politique français. Il est sénateur des Français établis hors de France depuis 2014.

## Biographie

### Origines et formation
Olivier Cadic naît le 22 avril 1962 à Clichy, dans l'actuel département des Hauts-de-Seine.
Il obtient un baccalauréat professionnel technologique « série H », spécialisé en système d'informations en 1980 (cette option correspond aujourd'hui au baccalauréat STMG-SIG)
Il est inscrit en droit à l’université Paris I pendant trois mois, puis interrompt ses études.

### Carrière professionnelle
Olivier Cadic est un homme d’affaires et le scénariste de plusieurs bandes dessinées sur la reine Margot aux éditions Chapeau Bas.

### Parcours politique
Le 18 juin 2006, Olivier Cadic est élu conseiller consulaire à Londres, puis élu à l’Assemblée des Français de l’étranger (AFE), après avoir conduit la liste UFE au Royaume-Uni qui arrive en tête et obtient trois sièges sur six. En mai 2014, il est réélu conseiller consulaire à Londres, puis réélu à l’AFE pour la circonscription d’Europe du Nord en juin 2014. Devenu sénateur peu après, il démissionne. De 2009 à 2012, il est le représentant de l'AFE au conseil d’administration de l’Agence pour l’enseignement français à l’étranger (AEFE).
À l’automne 2012, il rejoint l’Alliance centriste, présidée par Jean Arthuis, et participe, en tant que membre fondateur, à la création de l’Union des démocrates et indépendants (UDI), présidée par Jean-Louis Borloo. Olivier Cadic est ensuite président de la fédération UDI-Monde et secrétaire national UDI au commerce extérieur.
En octobre 2014, il devient le premier sénateur UDI des Français établis hors de France.

## Détail des mandats et fonctions
- Sénateur représentant les Français établis hors de France (depuis octobre 2014)[3]
- Vice-président de la commission des Affaires étrangères, de la Défense et des forces armées du Sénat[4]